# イースト・サセックス
イースト・サセックス（英: East Sussex）は、イングランド南東部の地域。イースト・サセックス州 (the county of East Sussex, Sussex county) とも呼ばれる。東でケントと、北でサリーと、西でウェスト・サセックスと隣接する。南はイギリス海峡（ラマンシュ海峡）である。

## 歴史
イースト・サセックスは、ローマ人が去った後の5世紀に建国された、古代南サクソン族の王国にあった。しかし、この地域にはその前から、何千年にもわたって人が住んでいた。古代の遺物は高地で多く出土する。イースト・サセックスが海沿いに位置することは、ローマ人やノルマン人などの侵略者が多かったことも示している。以前は漁業、製鉄、羊毛貿易があったが、こうしたものはことごとく衰退し、現在では主要な都市が海辺のリゾート地にあるため、観光が主な産業になっている。

## 行政
古代のサセックス王国に由来するサセックスのカウンティは6つの郡 (rape) からなっていたが、12世紀以降、東部の3郡と西部の3郡はそれぞれ別の四季裁判所を有するなど、事実上分かれていた。1865年には、これを追認する形でイースト・サセックスとウェスト・サセックスというふたつの行政カウンティが設立され、1888年地方自治法が成立すると、その翌年にはカウンティ・カウンシル（州議会）もそれぞれに開設された。当時のイースト・サセックスはタンブリッジ・ウェルズの南部とランバーハーストの南部も管轄していたが、1894年地方自治法によってこれらの地域はケントに移管された。
イースト・サセックスにはブライトン、イーストボーン、ヘイスティングスという3つの特別市 (county boroughs) があり、自治が認められていたが、1974年にイースト・サセックスが典礼カウンティとなると、これら3市もイースト・サセックスに含まれることになった。このとき、州境が再び変更され、バージェス・ヒルやヘイワーズ・ヒースを含むミッド・サセックス・ディストリクトがウェスト・サセックスに移管された。
1997年にはブライトン・アンド・ホヴが単一自治体になり、2000年にはシティ・ステータスを得て市（シティ）となったが、典礼カウンティとしてのイースト・サセックスには留まっている。

## 地理

### 地質
地質上、イースト・サセックスはウィールド地域南部の背斜の一部である。州南部を東西に、チョークのゆるやかな丘陵であるサウス・ダウンズ（ケントのノース・ダウンズと対になる名称）が連なっている。砂岩と粘土の層は、ヘイスティングスで海に達し、ビーチーヘッドでダウンズに達している。
2014年の研究で、この地域に埋蔵量44億バレルのシェールオイルがあることが判明した。当時の経済・エネルギー相マイケル・ファロンは、この油田は「雇用とビジネスの機会を生み出し」、イギリスのエネルギー自給に大きな助けとなるであろうと述べた。シェールオイルの採掘には水圧破砕法（フラッキング）が必要となるが、環境保護団体はこれに反対している。

### 起伏と水捌け
イースト・サセックスの起伏は、その地質に由来している。
ブライトンからイーストボーンにかけての海沿いはサウス・ダウンズの丘陵地であるが、ウーズ川とカックミア川の2か所で途切れている。「セブン・シスターズ」と呼ばれる断崖が海に向かってせり出して、ビーチーヘッド（海抜162メートル）で終わる。ビーチーヘッドの東には、以前は海であったが今は砂が堆積した海岸になっているペヴェンジー平原の湿地帯がある。砂と粘土の層が隆起するベックスヒルで海抜は再び上昇し、ヘイスティングスの東の崖が最高地点になる。さらに東に行くと、より沼地化が進んだペット平原があり、ロザー川の河口まで続いている。この川の先はリゾート地になっているカンバーサンズである。
イースト・サセックスの最高地点は、ディッチリング・ビーコン（標高248メートル）である。この丘陵はマリリン（比高150メートル以上の丘陵や山）に分類される。

## 自治体

### 町
イーストサセックスの主な町は、州都のルイスを例外として海沿いに集中している。以下、西から東に列挙する。
- ピースヘイブン
- ニューヘイブン
- シーフォード
- イーストボーン
- ベクスヒル＝オン＝シー
- セントレナーズオンシー
- ヘイスティングス
- ライ

大きな町と村：
- アックフィールド
- クロウバラ
- ヒースフィールド
- バトル
- ポールゲート
- ペヴェンジー

## 交通

### 道路
イースト・サセックスを通る主要道は、ヘイスティングスに向かうA21やイーストボーンに向かうA22などロンドンから放射状に伸びている。旧道のA259とイーストボーンの北を発し、町の交通量を減らすA27といった湾岸道が2つある。

### 鉄道
鉄道は道路と同様の形態で主要都市を結んでいる。20世紀に多くの支線が閉鎖されるまでイースト・サセックスは鉄道輸送の多いところであった。現在運行している線は、イーストコーストメインライン、ロンドン・ヘイスティングス線、アックフィールド支線がある。ケント・イースト・サセックス遺跡鉄道はケントのテンターデンからボディアムまで運行されている。

## 名所
- アッシュダウンフォレスト
- ベイトマンズ
- バトル修道院
- ビーチーヘッド
- ボディアム城
- ブライトン: ロイヤル・パビリオン (Royal Pavilion)
- ディッチリングコモン
- 保存鉄道: ブルーベル鉄道、ラベンダー線蒸気鉄道、ケント・イースト・サセックス鉄道
- ハーストモンシュー
- ルイス城
- 南ダウンズ道、長い小道
- サセックス大学